# Пахомов, Андрей Анатольевич
Андрей Анатольевич Пахомов (род. 25 января 1980) — российский хоккеист, защитник. Хоккейный судья, инспектор, функционер.

## Биография
Воспитанник череповецкого хоккея, тренер Ю. С. Штейнберг. В сезонах 1995/96 — 1999/2000 играл за вторую команду «Северстали». В сезоне 1999/2000 также играл в «Сибири», в следующем сезоне выступал за ХК «Воронеж» и его вторую команду. В сезонах 2001/02 — 2002/03 играл за белорусский клуб «Химволокно» Могилёв.
Победитель хоккейного турнира зимних европейских юношеских Олимпийских дней 1997 года в составе сборной России.
Работал хоккейным судьей и инспектором. Затем — президент федерации хоккея Вологодской области.